# Mohamadou Moussa
 (décembre 2021).
Mohamadou Moussa est un homme politique béninois. Le  22 juin 2016 il est nommé préfet du département de l'Alibori en conseil des ministres par le président Patrice Talon. Le 02 juin 2021, il est remplacé par Ahmed Bello KY-SAMAH à ce poste.

## Biographie

### Carrière
Mohamadou Moussa est nommé au poste de préfet du département de l'Alibori à partir du 22 juin 2016 sous le décret N° 2016‐ 398 du 07 juillet 2016 portant nomination au Ministère de la Décentralisation et de la Gouvernance Locale au Bénin par le président Patrice Talon,.  Lors du conseil des ministres du mercredi 02 juin 2021, il est remplacé par Bello KY-SAMAH à ce poste.